# Фінал кубка Італії з футболу 1971
Фінал Кубка Італії з футболу 1971 — фінальний матч розіграшу Кубка Італії сезону 1970—1971, в якому зустрічались «Мілан» і «Наполі». Матч відбувся 27 червня 1971 року на «Стадіо Луїджі Ферраріс» в Генуї.

## Шлях до фіналу
| Торіно     | Торіно                   | Раунд                            | Мілан      | Мілан                    |
| ---------- | ------------------------ | -------------------------------- | ---------- | ------------------------ |
| Суперник   | Результат                | Кубок Італії з футболу 1970—1971 | Суперник   | Результат                |
| Тернана    | 1–0 на виїзді            | Перший груповий раунд            | Варезе     | 4–0 вдома                |
| Сампдорія  | 3–3 на виїзді            | Перший груповий раунд            | Брешія     | 1–0 на виїзді            |
| Перуджа    | 4–1 вдома                | Перший груповий раунд            | Мантова    | 2–1 на виїзді            |
| Рома       | 1–0 вдома; 1–0 на виїзді | 1/4 фіналу                       | Ліворно    | 2–0 вдома; 4-0 на виїзді |
| Мілан      | 1–0 вдома                | Другий груповий раунд            | Торіно     | 0–1 на виїзді            |
| Фіорентіна | 0–4 на виїзді            | Другий груповий раунд            | Наполі     | 2–2 вдома                |
| Наполі     | 3–1 на виїзді            | Другий груповий раунд            | Фіорентіна | 2–1 на виїзді            |
| Мілан      | 2–3 на виїзді            | Другий груповий раунд            | Торіно     | 3–2 вдома                |
| Фіорентіна | 1–1 вдома                | Другий груповий раунд            | Наполі     | 2-3 на виїзді            |
| Наполі     | 2–0 вдома                | Другий груповий раунд            | Фіорентіна | 1–0 вдома                |

## Фінал
| 27 червня 1971 |

| «Торіно» | 0:0 дч пен. 5:3 | «Мілан» |
| -------- | --------------- | ------- |
|          |                 |         |

| «Стадіо Луїджі Ферраріс», Генуя Арбітр: Франческо Франческон |

|                  |  |                   |  |     |
|                  |  |                   |  |     |
| В                |  | Лучано Кастелліні |  |     |
| З                |  | Фабріціо Полетті  |  |     |
| З                |  | Наталіно Фоззаті  |  |     |
| З                |  | Анджело Черезер   |  |     |
| ПЗ               |  | Джорджо Пуя       |  |     |
| ПЗ               |  | Альдо Агроппі     |  |     |
| ПЗ               |  | Розаріо Рампанті  |  |     |
| ПЗ               |  | Джорджо Ферріні   |  |     |
| ПЗ               |  | Клаудіо Сала      |  |     |
| Н                |  | Карло Петріні     |  | 77' |
| Н                |  | Лівіо Луппі       |  |     |
| Запасні:         |  |                   |  |     |
| ПЗ               |  | Серджіо Мадде     |  | 77' |
| Головний тренер: |  |                   |  |     |
| Беньяміно Канчан |  |                   |  |     |

|                  |  |                       |  |     |
|                  |  |                       |  |     |
| В                |  | П'єранджело Беллі     |  |     |
| З                |  | Анджело Анкіллетті    |  |     |
| З                |  | Роберто Розато        |  |     |
| З                |  | Джуліо Дзіньйолі      |  |     |
| З                |  | Карл-Гайнц Шнеллінгер |  |     |
| ПЗ               |  | Джованні Трапаттоні   |  |     |
| ПЗ               |  | Вінченцо Дзаццаро     |  |     |
| ПЗ               |  | Джорджо Б'язіоло      |  |     |
| ПЗ               |  | Джанні Рівера         |  |     |
| ПЗ               |  | Джорджо Роньйоні      |  | 79' |
| Н                |  | Нестор Комбен         |  |     |
| Запасні:         |  |                       |  |     |
| Н                |  | Анджело Пайна         |  | 79' |
| Головний тренер: |  |                       |  |     |
| Нерео Рокко      |  |                       |  |     |